# Vlugstraal
Vlugstraal (Engels: Quickbeam, Sindarijns: Bregalad) is een personage uit In de ban van de ring van J.R.R. Tolkien. Hij is een Ent.
Vlugstraal, of Bregalad in het Sindarijns, is natuurlijk een bijnaam. Zijn echte naam in het Ents is onbekend. Hij is wat de andere Enten een 'haastige' Ent noemen. Hij kreeg zijn bijnaam omdat hij ooit met 'ja' antwoordde op een vraag van een oudere Ent voor die was uitgesproken. Ook drinkt hij vlugger als andere Enten en is soms al klaar als de anderen nog hun baarden staan nat te maken. Hij lijkt een jongere Ent te zijn, wat betekent dat hij niet van de eerste generatie is. Hij is niet bepaald jong naar menselijke maatstaven, aangezien hij al enkele honderden, misschien duizenden, jaren oud is.
Tijdens de Entmoet, een vergadering van Enten, vangt hij Meriadoc Brandebok en Peregrijn Toek op, omdat hij zelf al een beslissing heeft genomen over wat er moet gebeuren tegen Saruman. Dat hij in dit geval zo snel was met besluiten is niet vreemd. Bregalad hoort tot het volk van Huidbast, een oudere Ent, waarvan de bossen bijna volledig zijn verwoest door de Orks van Saruman. Hij vertelt Merijn en Pepijn dat zijn land vol stond met lijsterbessen, die allemaal zijn geveld door de bijlen van Isengard. 
Vlugstraal neemt Merijn en Pepijn mee naar zijn huis, dat zich dicht bij de plaats van de Entmoet bevindt. Hij trekt mee ten strijde tegen Saruman en is na de overwinning een van de bewakers van Orthanc, waarin Saruman gevangen wordt gehouden.